# لوكا مارين
لوكا مارين (بالإيطالية: Luca Marin)‏ هو سباح إيطالي، ولد في 9 أبريل 1986 في فيتوريا في إيطاليا.

## روابط خارجية
- لوكا مارين على موقع الاتحاد الدولي للسباحة (الإنجليزية)
- لوكا مارين على موقع SwimRankings.net (الإنجليزية)
- لوكا مارين على موقع أوليمبيديا (الإنجليزية)